# Nadciśnienie nerkopochodne
Nadciśnienie nerkopochodne – nadciśnienie tętnicze wtórne, spowodowane chorobą miąższu nerek (nadciśnienie miąższowonerkowe) lub zwężeniem tętnic nerkowych (nadciśnienie naczyniowonerkowe).

## Przyczyny nadciśnienia miąższowonerkowego
- choroby kłębuszka nerkowego
  - kłębuszkowe zapalenie nerek
  - cukrzycowa choroba nerek
  - uszkodzenie kłębków w przebiegu kolagenoz
- zapalenie nerek cewkowo-śródmiąższowe
- nefropatia zaporowa
- wielotorbielowatość nerek
- nefropatia popromienna